# 김종복 (언어학자)
김종복(金鍾福, 1966년 2월 23일 ~ )은 대한민국의 언어학자이다. 스탠퍼드 대학교(Stanford University)에서 언어학 박사 학위(1991년 ~ 1996년)를 취득한 후, 1998년부터 현재까지 경희대학교 영어영문학과 교수로 재직 중이며, 문과대 학장 및 대학원원장을 역임하였다. 현재 경희대학교 언어정보연구소 소장으로 역임 중이다.
스탠퍼드 대학교에서 Ivan A. Sag 교수의 지도하에 The Grammar of Negation: A Lexicalist, Constraint-Based Perspective 주제로 박사 학위(1996년)를 취득하였다. 추후 2000년에 개정판이 CSLI Publications에서 출판되었다. 현재는 Fulbright Junior Research Fellow (2004년 ~)로 스탠퍼드 대학 CSLI LinGo Lab의 Korean Resource Grammar (as part of LinGO project) 프로젝트에도 참여중이다. 관심 연구 분야는 한국어와 영어의 통사론, 의미론, 형태론, 전산언어학적 구현이다. 최근에는 생략 현상, 비교 구문, 분열 구문, 상승 구문, 명사 구문, 일치 현상 등과 관련된 연구에 매진 중이다.

## 연구
국내의 영어학 및 한국어학 연구를 선도하고 있는 학자 중의 한 사람으로 지금까지 국내외 학계에 영향력 있는 저서, 연구논문들을 출판하였다. 특히 국제적 인지도가 높은 Linguistic Inquiry, Natural Language and Linguistgics, English Langauge and Lingusitics, Linguistics, Lingua, Studies in Language 등의 A&HCI 학술지에 한국어 및 영어 관련 논문들을 출판하였다.

## 한국어 연구
2013년 Lingua에 한국어 Floating Quantifier 및 한국어 격(Case)에 관한 논문을 출간하였다. 한국어의 상(aspect), 부정어(negation), 결과구문(resultative), 관계절 구문(relative clause)에 관련된 의미 있는 연구를 진행하였다. 연구논문 뿐만 아니라, 2004년도에 출간된 “한국어구구조문법”은 ‘대한민국학술원 우수도서’로 선정 될 만큼 한국어 연구에 크게 기여하고 있는 우수 저서이다. 이에 그치지 않고, 지속적인 한국어 문법연구를 통해 2016년도에는 The Syntactic Structure of Korean: A Construction Grammar Perspective”를 세계적으로 저명한 출판사인 Cambridge University Press에 의해 출판하여, 한국어 연구의 세계화에 크게 기여하고 있다.

## 영어 연구
한국어뿐만 아니라 영어학 연구에도 세계적으로 인정받고 있다.  영어의 부정어 현상, 비교구문, 복사상승(copy raising)구문, Binominal 구문, 분사구문 등에 관한 연구도 A&HCI 학술지인 English Language and Linguistics, Linguistics, Journal of Linguistics에 게재되어 영어학 연구에도 기여하고 있다. 또한 연구자가 공동 출간한 영어통사론 소개서 English Syntax: An Introduction는 미국뿐만 아니라 유럽 및 아시아의 여러 국가에서 교재로 사용되고 있다. 미국 CSLI에서 출판된 인구어 및 여러 언어의 부정어 현상에 관한 저술인 The Grammar of Negation은 국제적으로 그 학문적 우수성을 인정받고 있다. 또한 콜로라도대학 Laura Michaelis 교수와 공동저서인 Syntactic Structures in English가 Cambridge University 출판사에서 곧 출간될 예정이다. 또한 Major Constructions in English: A Construction Grammar Approach도 Edinburgh 대학출판사에서 연이어 출판될 예정이다.

## 학업 외 성과
연구자의 이러한 한국어학 및 영어학 분야에 관한 연구뿐만 아니라, 국내 언어학연구의 세계화를 위한 많은 노력을 기울이고 있다. 국내 저명 학술지(경희대학교 언어정보연구소) 편집위원장, 유수의 A&HCI 학술지 및 국외 저명 학술지 Reviewers 활동, 세계적인 국제학술대회 프로그램위원장 등을 역임하면서, 한국어학을 포함한 국내의 언어학 연구 증진을 위해 크게 힘쓰고 있다.

## 수상
2018년 국내 인문학자로는 최초로 세계적 권위의 독일 훔볼트 연구상(Humboldt Research Award)을 수상했다. 훔볼트 재단은 김종복 교수가 영어와 한국어 언어현상에 관한 세계 최고 수준의 연구를 진행한 공로를 수상 배경으로 밝혔다. 지금까지 총 55명의 노벨상 수상자를 배출한 훔볼트 연구자상은 독일의 알렉산더 폰 훔볼트(Alexendar von Humboldt) 재단이 매년 인문사회·자연과학·공학 분야에서 세계 최고 수준의 연구업적을 남긴 학자에게 주는 상이다.